# Student Nonviolent Coordinating Committee
Pour les articles homonymes, voir SNCC.
Le Student Nonviolent Coordinating Committee ou SNCC (littéralement « Comité de coordination non-violent des étudiants ») est l'un des principaux organismes du mouvement afro-américain des droits civiques dans les années 1960.
Il est né en 1960, lors d'assemblées étudiantes menées par Ella Baker à l'université Shaw de Raleigh, en Caroline du Nord. Avant de contribuer à la formation de la SNCC, Baker avait été la directrice de la Southern Christian Leadership Conference (SCLC). Toutefois, cela ne signifiait pas que le SNCC soit une association dépendante de la SCLC. Au contraire, au lieu d'être très proche d'autres organisations comme la SCLC ou le NAACP, l'objectif du SNCC était de fonctionner indépendamment. Deux cents étudiants Afro-Américains étaient présents lors du premier meeting, parmi lesquels Stokely Carmichael de l'université Howard. Celui-ci dirigea la branche militante du groupe lors de sa scission à la fin des années 1960. Les membres du SNCC se faisaient appeler les « troupes de choc de la révolution. »
Le SNCC joua un rôle de premier plan dans les Freedom rides, la révolte de Washington en 1963 ou encore le Freedom Summer du Mississippi. À la fin des années 1960, sous l'impulsion de leaders comme Stokely Carmichael, le SNCC se concentra sur le Black Power et la lutte contre la guerre du Viêt Nam. Comme d'autres organismes de l'époque, le SNCC a également joué un rôle important dans le quartier de Harlem où les populations afro-américaines étaient victimes de ségrégation raciale. En 1969 la SNCC a officiellement changé de nom pour Student National Coordinating Committee afin de refléter l'élargissement de ses stratégies. Cependant, le mouvement disparut dans les années 1970.

## Membres notoires
- Kathleen Collins (1942-1988), réalisatrice afro-américaine

- Angela Davis (1944-), militante afro-américaine [6]